# Rigdoniter

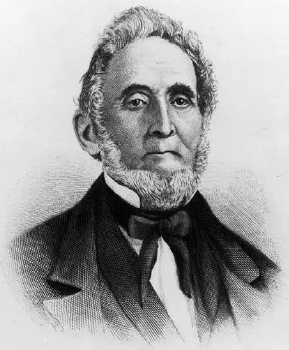
Sidney Rigdon

Rigdoniter (av engelskans Rigdonites) kallades de medlemmar i sista dagars heliga-rörelsen som stödde Sidney Rigdons ledaranspråk under rörelsens successionskris 1844. 
Sidney Rigdon och andra ledare som Brigham Young och James J Strang utropade sig själva som rättmätiga arvtagare till Smith och exkommunicerade varandra. Resultatet blev flera rivaliserande grupper.
Rigdons grupp kallades ibland rigdoniter efter sin ledare. Eftersom de till en början hade sitt högkvarter i Pittsburgh, Pennsylvania så kallades de ibland även för "Pennsylvania Sista dagars heliga" eller "Pennsylvaniamormoner".
Den viktigaste ännu existerande rigdonitgruppen är The Church of Jesus Christ (Bickertonite).

## Historia
Sidney Rigdon var, från sin konvertering 1830 till 1844, den mest inflytelserike ledaren vid sidan av kyrkans grundare Joseph Smith. Vid Smiths död var Rigdon den ende överlevande medlemmen av det högsta ledarorganet inom Jesu Kristi Kyrka av Sista Dagars Heliga, det Första presidentskapet.
Vid ett möte i kyrkans dåvarande högkvarter i Nauvoo, Illinois den 6 augusti 1844 lyckades Brigham Young få majoriteten att stödja honom. Young och gruppen runt honom hade en tid, i hemlighet, praktiserat månggifte. När man tagit makten i kyrkan blev polygamin upphöjd till officiell lära.
Rigdon vägrade dock godta detta och flyttade med omkring 500 anhängare till Pittsburgh och bildade en konkurrerande kyrka som han först kallade the Church of Jesus Christ of the Children of Zion.
Ebenezer Robinson blev redaktör för kyrkans tidskrift, The Latter Day Saints' Messenger and Advocate som senare bytte namn till the Messenger and Advocate of the Church of Christ. I denna tidning gick man till attack på Young och praktiserandet av månggifte.
Den 1 januari 1845 skrev tidningen att Joseph Smith hade blivit en fallen profet när han började praktisera polygami. De skrev bland annat: "Herren hemsökte honom för detta - och avlägsnade honom från jorden".
Rigdon reste runt bland de östra delarna av kyrkan, i slutet av 1844 och början av 1845, och samlade stöd för sin sak. De tidigare medlemmarna av det Första presidentskapet, John C Bennett och William Law anslöt sig till Rigdon, i likhet med kyrkans förre apostel William E M'Lellin.
Den 6 april 1845 samlades de till generalkonferens i Pittsburgh, för att etablera en ny ledarstruktur. Rigdon själv utnämndes till president och Carvel Rigdon till Sittande Patriark, medan de Tolv Apostlarnas Quorum kom att bestå av: William E M'Lellin, George W Robinson, Benjamin Winchester, James Blakeslee, Josiah Ells, Hugh Herringshaw, David L Lathrop, Jeremiah Hatch Jr., E R Swackhammer, Willaim Small och Samuel Bennett. Vidare utsågs ett Stående Högsta råd, de Sjuttios Quorum, ett Styrande Biskopsdöme och en del andra råd och styrelser. Rigdon samlade även 73 män och pojkar till "Stora Rådet". Vid konferensen beslutade man även att det officiella namnet på trossamfundet skulle vara "Kristi kyrka", det vill säga samma namn som kyrkan ursprungligen hade innan den ändrade namn till "The Church of Jesus Christ of Latter Day Saints" 1838.
På hösten samma år hölls ännu en generalkonferens, denna gång i Philadelphia. Rigdon meddelade då att kyrkan skulle upprätta ett kristet kollektiv på Adventure Farm nära Greencastle i Pennsylvania. Detta sociala experiment blev dock ett misslyckande, i likhet med flera liknande försök till egendomsgemenskap inom den tidiga kyrkan, och i april 1847, hade kollektivet på Adventure Farm och Rigdons kyrka brutit samman. 
Apostlarna William E McLellin och Benjamin Winchester hade då redan bildat ytterligare en Kristi kyrka med David Whitmer som president och profet.
William Bickerton hörde också till dem som vägrat flytta med Rigdon till Greencastle. Han bröt med kyrkan och stannade kvar i Monongahela, Pennsylvania där han 1849 började samla sina anhängare. 1862 organiserades denna grupp formellt, under namnet Jesu Kristi kyrka. 